# Stade du 18-Février
Pour les articles homonymes, voir Dix-Huit-Février.
Le stade du 18-Février (en arabe : ملعب 18 فيفري) est un stade de football situé à Biskra au sud d'Alger en Algérie. Ce stade a une capacité de 18 000 places et accueille toutes les rencontres de l'US Biskra. Le stade fait partie du complexe Sportif El Alia.

## Histoire
Les travaux de construction du stade ont débuté en 1994 et le stade a été inauguré en 2002.